# 유엔의 날

유엔기

유엔의 날 또는 유엔데이 또는 국제연합일(國際聯合日, United Nations Day)은 1945년 10월 24일에 유엔이 창설된 것을 기념하여 제정되었다.

## 유엔
유엔은 제2차 세계 대전 이후 국제 평화를 유지하고 각 나라 사이의 우호를 다지며 정치적·경제적·사회적·문화적·인도적 문제에 대해 서로 협력하기 위해 창설된 기구이다. 1945년 6월 샌프란시스코에서 열린 연합국 회의에서 옛 국제 연맹의 정신을 계승하는 헌장이 조인되고 같은 해 10월 24일에 유엔이 창설되었다.

### 구성
유엔은 총회·안전보장이사회·경제사회이사회·신탁통치이사회·국제사법재판소·사무국 등 6개의 산하 기구를 두고 있으며 국제노동기구(ILO)·세계보건기구(WHO)·국제부흥개발은행(IBRD)·국제통화기금(IMF)·국제원자력기구(IAEA) 등 16개의 전문 기구가 있다. 본부는 미국 뉴욕에 있다.

## 대한민국
대한민국에서는 1950년부터 1975년까지 "관공서의 공휴일에 관한 규정"에 의거하여 공휴일로 지정되었으나, 1976년에 동 규정의 개정으로 공휴일의 지위를 상실하였다.
또한, 1973년 3월 30일에 제정된 "각종 기념일 등에 관한 규정"에서 유엔의 날을 기념일로 정하고, 한국 전쟁에 유엔군이 참전한 것에 대해 기념행사를 갖는다.

## 동시 가입
대한민국과 조선민주주의인민공화국은 1991년 9월 18일에 제46차 유엔 총회 결의에 따라, 유엔에 동시에 가입하였다.

## 참고 자료
- 이 문서에는 다음커뮤니케이션(현 카카오)에서 GFDL 또는 CC-SA 라이선스로 배포한 글로벌 세계대백과사전의 내용을 기초로 작성된 글이 포함되어 있습니다.

## 같이 보기
- 대한민국의 공휴일
- 대한민국의 기념일